# Амело де Шайю, Жан-Жак
Жан-Жак Амело де Шайю (фр. Jean-Jacques Amelot de Chaillou; 30 апреля 1689 —7 мая 1749, Париж) — французский политик, государственный деятель, дипломат, адвокат. Государственный секретарь по иностранным делам (Министр иностранных дел Франции) (1737—1744).

## Биография
Аристократ. Маркиз де Комбранд, барон де Шатийон-сюр-Эндр, сеньор де Шайю. Родился в семье, представители которой занимали высокие посты в местных органах власти, были главными адвокатами королевской семьи (avocat général aux requêtes de la maison du roi).
С 1712 года — Рекетмейстер королевского совета.
В 1720—1726 годах — королевский генерал-интендант французского флота в Ла-Рошели. Затем в 1726 году был назначен Генеральным контролёром финансов Франции.
С 2 февраля 1737 по 26 апреля 1744 года — Государственный секретарь по иностранным делам.
В 1744 году назначен суперинтендантом почты Франции (surintendant des Postes).
В 1727 году стал членом Французской академии (кресло № 10). Почётный член Французской академии (с 1741). Также был избран в Академию наук Франции. Почётный академик Французской академии наук (с 14 декабря 1741)
Его сын Антуан-Жан Амело де Шайю.